# جاك شارل رينو دوبويسون
جاك شارل رينو دوبويسون Jacques-Charles Renaud Dubuisson (ولد عام 1666 في باريس وتوفي عام 1739 في تروا ريفيير) كان ضابطًا كبيرًا في الأفواج الفرنسية للنظام القديم.
وصل جاك شارل رينو دوبويسون إلى كندا عام 1685 أو 1686. وتم تجنيده في الجيش، وسرعان ما ترقى في الرتب وأصبح ملازمًا في عام 1698 ومساعد رائد في كيبيك في عام 1704. كلفه حاكم فرنسا الجديدة ، فيليب دي ريجود دي فودروي، بمهام عسكرية، لا سيما في ولاية إلينوي، حول البحيرات العظمى وبين الأمريكيين الأصليين من قبيلة ميامي .
في عام 1710 ، أمره أنطوان دي لاموث كاديلاك بخدمة فورت بونتشارترين في ديترويت ليحل محل القائد فرانسوا دوفين دي لا فورست ، الذي كان مريضًا.
في عام 1712 ، تم إرساله لمحاربة قبائل الثعالب. وكانت حربا ذات هدف اقتصادي بالدرجة الأولى. فالفرنسيون يرغبون في الاستيلاء على حقوق نظام الملاحة الذي يتيح الوصول إلى نهر المسيسيبي. حاصرت القوات الفرنسية جنود الثعالب. عوندما استسلم الثعالب، تم ذبح جميع الرجال الأسرى تقريبًا، وأفاد جاك شارل رينو دوبويسون أنه من بين جميع الأعداء البالغ عددهم 1000، قُتل 60 حليفًا أمريكيًا أصليًا وفرنسيًا واحدًا. ومنحه هذا الانتصار سمعة طيبة في جميع أنحاء فرنسا الجديدة.
في عام 1718 أرسله حاكم فرنسا الجديدة ، فيليب دي ريغو دو فودروي، في مهمة دبلوماسية إلى الأمريكيين الأصليين في قبيلة ميامي الذين فروا من أراضيهم بسبب عداء قبيلة الثعالب. تحركت قبيلة ميامي شرقًا واقتربت من مستعمرة نيو إنجلاند. تمكن جاك شارل رينو دوبويسون من إقناعهم بالعودة إلى أراضيهم السابقة، ولم يعد الثعالب يشكلون مشاكل حقًا بعد هزائمهم ضد القوات الملكية الفرنسية.